# Hikaru Genji
Hikaru Genji (光源氏) és el protagonista del Genji Monogatari (també contegut com el conte o la novel·la de Genji). Al relat, se'l descriu com l'home més atractiu del món, pel qual totes les dones se senten atretes. En Genji és el segon fill de l'Emperador Kiritsubo (桐壺帝), però es veu relegat a la vida civil degut a raons polítiques, i comença una carrera com a oficial imperial. La història es concentra en la seva vida romàntica i mostra un retrat impressionant dels costums de l'època.
Genji rep el sobrenom de Hikaru no Kimi (光の君) durant la seva joventut. En el llibre també s'hi refereixen com a Rokujō no In (六条院), abreviat de vegades com a In (院). El seu nom de pila mai no apareix al llarg de la història.
En Hikaru Genji és un personatge de ficció però es creu que l'autora es va inspirar en algunes figures històriques, incloent-hi en Minamoto no Tōru, que era el net de l'Emperador Saga, per tant, un dels membres del clan Saga Genji.
El personatge apareix des del primer volum "Kiritsubo" fins al 40è volum "Illusion".